# Happy Day (Album)
Happy Day ist ein Live-Album des britischen Anbetungsleiters Tim Hughes aus dem Jahr 2009.

## Entstehungsgeschichte
Im September 2008 besuchte Hughes das Shepherds Bush Empire in London, um ein Live-Album und eine DVD aufzunehmen. 2000 Fans nahmen an diesem Event teil. Das Album wurde am 14. März 2009 veröffentlicht und bekam zahlreiches positives Feedback. Der britische Gitarrist Stu G von Delirious? trat auf dem Event auf, ebenso wie Martin Smith, der im Duett mit Hughes Here I am to worship sang. Der Rapper 29th Chapter sang ebenso im Duett mit Tim Hughes Dance.

## Trackliste
1. Jesus Saves (Tim Hughes)
2. Beautiful One (Hughes)
3. Give Us Your Courage (Hughes)
4. Here I Am To Worship (Hughes)
5. Remember (Hughes)
6. Happy Day (Hughes, Ben Cantelon)
7. Dance (Hughes)
8. Consuming Fire (Hughes)
9. Everything (Hughes)
10. We Won’t Stay Silent (CompassionArt)
11. God Of Justice (Hughes)
12. When I Survey (Isaac Watts)[3]